# Павел Желязков
Павел Желязков е български революционер, деец на Върховния македонски комитет и Вътрешната македоно-одринска революционна организация. 

## Биография
Павел Желязков е роден през 1881 година в Добрич. През 1900 година става член на ВМОК и от 1901 година действа като четник на мичман Тодор Саев в Горноджумайско. През есента на 1902 година участва в Горноджумайското въстание.
През 1903 година участва в Илинденско-Преображенското въстание в четата на Юрдан Стоянов. Добре въоръжената 80 членна чета служи в помощ на четите на ВМОРО от Серския революционен окръг през август месец, като действат предимно в Мелнишко. Павел Желязков взима участие в боя при оброчището „Света Троица“ и в боя при връх Кукла.
След потушаване на въстанието Павел Желязков става районен войвода на ВМОРО в Мелнишко. По-късно е определен за районен войвода в Поройско, като действа и в Демирхисарско. На 4 март 1906 година четата на Павел Желязков е обградена от турски аскер при село Рамна, след 6-часово сражение войводата и четниците са самоубиват, за да не бъдат пленени.